# Liste der Einträge im National Register of Historic Places im Dyer County

Lage des Dyer Countys in Tennessee

Die Liste der Einträge im National Register of Historic Places im Dyer County in Tennessee führt die Bauwerke und historischen Stätten im Dyer County auf, die in das National Register of Historic Places aufgenommen wurden.

## Derzeitige Einträge
| [ 2 ] | Name                                          | Bild                                          | Eintragsdatum        | Lage                                                                                                  | Ort       | Beschreibung |
| ----- | --------------------------------------------- | --------------------------------------------- | -------------------- | --- | --------- | ------------ |
| 1     | Bank of Dyersburg                             | Bank of Dyersburg                             | 1983 ID-Nr. 83003030 | 100 North Main Street 36° 1′ 57″ N, 89° 23′ 7″ W                                                      | Dyersburg |              |
| 2     | Dyersburg Courthouse Square Historic District | Dyersburg Courthouse Square Historic District | 1991 ID-Nr. 91000222 | Abgegrenzt durch Church Street, Main Street, Cedar Street und Court Street 36° 1′ 48″ N, 89° 23′ 2″ W | Dyersburg |              |
| 3     | Gordon-Oak Streets Historic District          |                                               | 1992 ID-Nr. 92000428 | 107-302 Gordon Street und 114-305 Oak Street sowie 711-731 Sampson Avenue 36° 2′ 22″ N, 89° 22′ 58″ W | Dyersburg |              |
| 4     | Edward Moody King House                       | Edward Moody King House                       | 1990 ID-Nr. 90001658 | 512 Finley Street 36° 2′ 3″ N, 89° 23′ 27″ W                                                          | Dyersburg |              |
| 5     | Latta House                                   |                                               | 1978 ID-Nr. 78002586 | 917 Troy Avenue 36° 2′ 31″ N, 89° 23′ 6″ W                                                            | Dyersburg |              |
| 6     | Newbern Illinois Central Depot                | Newbern Illinois Central Depot                | 1993 ID-Nr. 93000213 | Main Street Ecke Jefferson Street 36° 6′ 44″ N, 89° 15′ 44″ W                                         | Newbern   |              |
| 7     | Pleasant Hill Cemetery                        | Pleasant Hill Cemetery                        | 2003 ID-Nr. 03001159 | 199 Finley Cemetery Road 36° 2′ 45″ N, 89° 29′ 4″ W                                                   | Finley    |              |
| 8     | Troy Avenue Historic District                 | Troy Avenue Historic District                 | 1992 ID-Nr. 92000429 | 827-1445 Troy Avenue 36° 2′ 36″ N, 89° 23′ 7″ W                                                       | Dyersburg |              |